# ФК Ванкувер вајткапси
Фудбалски клуб Ванкувер вајткапси (енгл. Vancouver Whitecaps FC) је канадски фудбалски клуб из Ванкувера. Тим је део МЛС лиге, која је најјача америчка професионална фудбалска лига.

## Познатији играчи
- Брус Гробелар
- Роберт Ерншо
- Срђан Ђекановић
- Алфонсо Дејвис
- Кендал Вастон
- Хорст Копел
- Ранко Веселиновић
- Ерик Хасли

## Тренери
- Теитур Тордарсон 2011
- Том Соун 2011
- Мартин Рени 2011—2013
- Карл Робинсон 2013—2018
- Крејг Далримпл 2018
- Марк Дос Сантос 2018—